# Tuuli-klass
Tuuli-klass var en fartygsklass bestående av en svävare som ursprungligen designades för att användas av finska marinen. Svävaren Tuuli byggdes på Aker Finnyards varv i Raumo år 1998 men det beslöts att de planerade tre systerfartygen inte skulle byggas. Svävaren är designad för smygmöjlighet och beväpnad för snabba stridsuppdrag och kan beväpnas antingen med torpeder, missiler eller minor. Svävaren togs dock inte i aktiv tjänst och utrangerades år 2004.
Fartygsklassen tillhörde det delvis avbeställda Flottilj-2000-programmet (finska: Laivue-2000) som var tänkt att bestå av två Haminaklass-robotbåtar och 4-6 Tuuliklass-svävare. Istället byggdes ytterligare två Haminaklass-båtar. 
Tuuli-klassen hade sina begränsningar och nackdelar, bland annat ett högt ljud, men detta var inte orsaken till att man avbröt projektet. När försvarsmakten beställde svävarprototypen hade man i de säkerhetspolitiska riktlinjerna fastställt att marinens huvuduppgift var att förstöra fientliga fartyg. I denna uppgift lämpade sig en svävare särskilt bra, eftersom man kunde utföra så kallade hit-and-run-anfall.
När man höll på att slutföra testningarna med prototypen gjorde man en omvärdering av de säkerhetspolitiska riktlinjerna, där man omdefinierade marinens uppgifter från anfall till försvar av handelskonvojer. Eftersom detta var en uppgift som inte alls lämpade sig för de snabba och anfallsinriktade svävarna var försvarsmakten tvungen att slopa detta projekt och ersätta dem med konventionella robotbåtar av Hamina-klass.
Trots att Tuuli-svävarna var kanske det främsta som tillverkats i svävarväg, fick man på grund av detta politiska beslut i stället tillgång till de modernaste robotbåtarna i Östersjöområdet och en fartygsklass som lämpar sig för många fler olika uppdrag än vad svävarna gjorde.